# Charlie Tahan
Charles „Charlie” Tahan (născut în decembrie 1997) este un actor american. Are o soră (actrița Daisy Tahan) și un frate mai mare. S-a născut și a crescut în Bergen County, New Jersey. Este cunoscut pentru rolul lui Ethan din I Am Legend și Burning Bright.

## Filmografie
- High Falls-2007
- Trainwreck: My Life as an Idoit-2007
- Once Upon a Film-2007
- I Am Legend (ro.: Legenda vie) -2007
- Quality Time-2008
- Nights in Rodanthe-2008
- Fringe, serial TV, -2008
- Burning Bright-2009
- Love and Other Impossible Pursuits-2009
- Meskada-2010
- Charlie St. Cloud-2010